# Bibio sardocyrneus
Bibio sardocyrneus is een muggensoort uit de familie van de zwarte vliegen (Bibionidae). De wetenschappelijke naam van de soort is voor het eerst geldig gepubliceerd in 2009 door Haenni.